# Ormyrus solitarius
Ormyrus solitarius is een vliesvleugelig insect uit de familie Ormyridae. De wetenschappelijke naam is voor het eerst geldig gepubliceerd in 1791 door Olivier.